# Haut Enseignement Commercial pour les jeunes filles
Haut Enseignement Commercial pour les jeunes filles (més comunament HEC Jeunes Filles), és una escola superior francesa de comerç i gestió, reservada a dones, que va funcionar del 1916 al 1975. HECJF és un títol reconegut per l'estat a França. El diploma permetia ensenyar economia i gestió a escoles primàries i atorgava crèdits per convertir-se en comptador públic.
Inicialment anomenada EHEC, l'escola va passar a anomenar-se HEC Jeunes Filles després del seu alliberament.
HECJF i absorbida el 1975 per HEC Paris.
Des de l'1 de gener del 2013, HECJF Alumnae és membre de ple dret de HEC Alumni.

## Graduades famoses
- Édith Cresson, una política francesa que fou Primera Ministra de França entre els anys 1991 i 1992